# シェヘラザード (作詞家)
シェヘラザード（トルコ語: Şehrazat; 読み：シェフラザート、本名：シェフラザート・ケマリ・ソョイレメズオール Şehrazat Kemali Söylemezoğlu、1952年9月3日 - ）は、トルコのシンガーソングライターである。

## 来歴
1952年9月3日、トルコ共和国の南部中央アナトリア地方 地方の主要都市・アンカラに生まれる。

## ディスコグラフィー

### レコード
- 45'lik （1967年）
- LP （1981年）

### シングル
- Sevemedim （1980年）